# فولتا كاتالونيا 1955
فولتا كاتالونيا 1955 (بالإسبانية: Volta a Cataluña 1955)‏ هو سباق دراجات هوائية، وهو الموسم رقم 35 من السباق، وأقيم خلال الفترة 3 سبتمبر 1955، وحتى 11 سبتمبر 1955، وامتدّ لمسافة 1447 كيلومتر، وقد شارك في السباق 95 متسابقاً ووصل إلى نهايته 45 متسابقاً.
فاز فيه بالمركز الأول خوسيه غوميز ‏، وبالمركز الثاني Gabriel Company ‏، وبالمركز الثالث إيميليو رودريغيث، والفائز حسب ترتيب التسلق فيديريكو باهامونتيس.

## المراحل
| قائمة المراحل | قائمة المراحل | قائمة المراحل | قائمة المراحل  | قائمة المراحل | قائمة المراحل   | قائمة المراحل |
| المرحلة       | التاريخ       | الدورة        |                | المسافة (كم)  | الفائز بالمرحلة | القائد العام  |
| ------------- | ------------- | ------------- | -------------- | ------------- | --------------- | ------------- |
| مرحلة 1       | 3 سبتمبر      |               |                |               |                 |               |
| مرحلة 2       | 4 سبتمبر      |               |                |               |                 |               |
| مرحلة 3       | 4 سبتمبر      |               |                |               |                 |               |
| مرحلة 4       | 5 سبتمبر      |               |                |               |                 |               |
| مرحلة 5       | 6 سبتمبر      |               |                |               |                 |               |
| مرحلة 6       | 7 سبتمبر      |               |                |               |                 |               |
| مرحلة 7       | 8 سبتمبر      |               |                |               |                 |               |
| مرحلة 7       | 8 سبتمبر      |               | فردي ضد الساعة |               |                 |               |
| مرحلة 8       | 9 سبتمبر      |               |                |               |                 |               |
| مرحلة 9       | 10 سبتمبر     |               |                |               |                 |               |
| مرحلة 10      | 10 سبتمبر     |               |                |               |                 |               |
| مرحلة 11      | 11 سبتمبر     |               |                |               |                 |               |

## التصنيف العام النهائي
| التصنيف العام | التصنيف العام    | التصنيف العام | التصنيف العام | التصنيف العام |
| العداء        | العداء           | البلد         | الفريق        | الوقت         |
| ------------- | ---------------- | ------------- | ------------- | ------------- |
| 1             | خوسيه غوميز ‏     | إسبانيا       |               |               |
| 2             | Gabriel Company ‏ | إسبانيا       |               |               |
| 3             | إيميليو رودريغيث | إسبانيا       |               |               |